# Grete Heckscher
Grete Heckscher, född 8 november 1901 i Köpenhamn, död 6 oktober 1987, var en dansk fäktare.
Heckscher blev olympisk bronsmedaljör i florett vid sommarspelen 1924 i Paris.